# 赫西鎮區 (明尼蘇達州諾布爾斯縣)
赫西鎮區（英語：Hersey Township）是位於美國明尼蘇達州諾布爾斯縣的一個行政鎮區。

## 地方資料
赫西鎮區的面積為90.39平方千米，當中陸地面積為90.36平方千米，而水域面積為0.03平方千米。根據2020年美國人口普查的數據，當地共有人口191人，而人口密度為每平方千米2.11人。